# Divadlo Chan

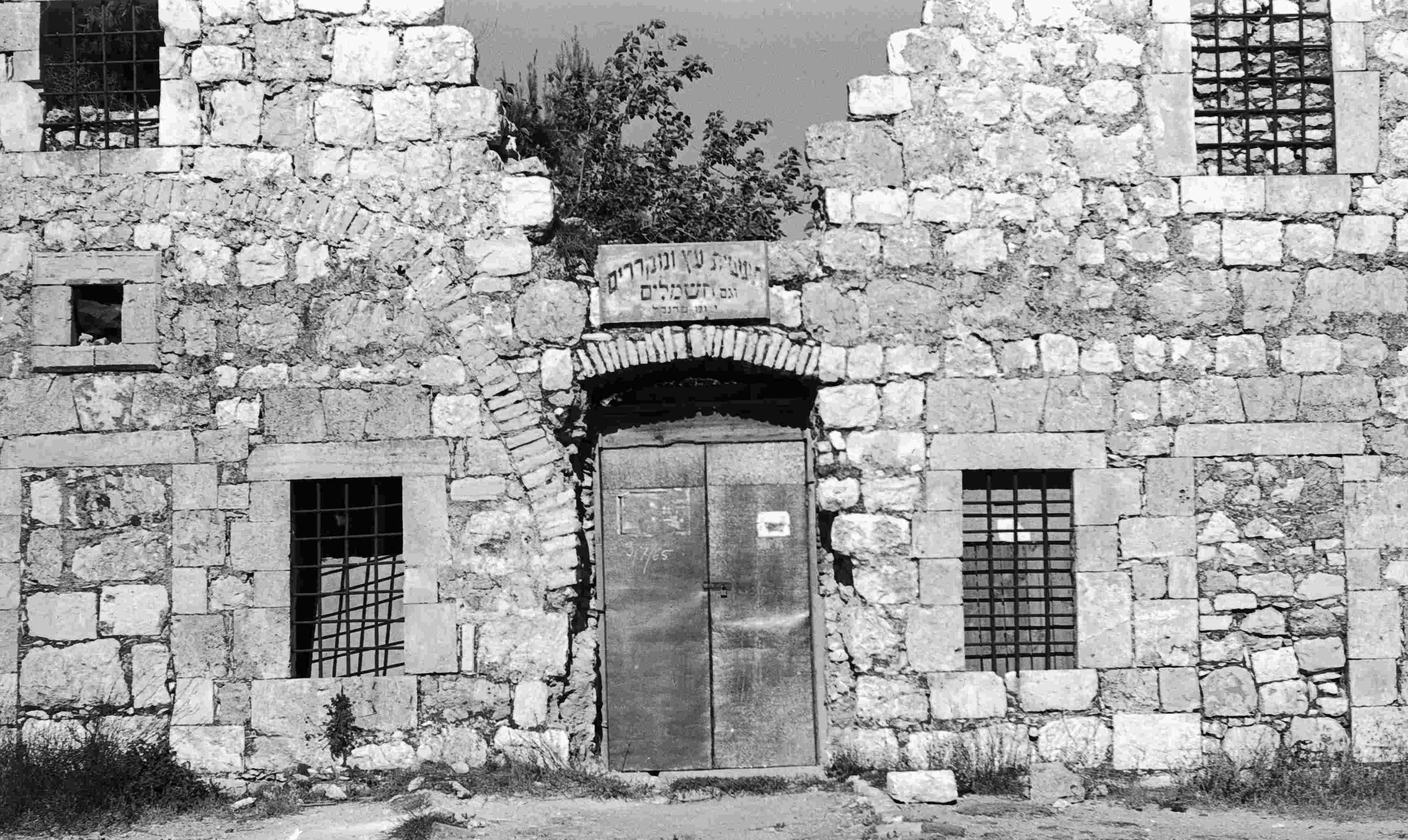
Budova Divadla Chan v Jeruzalému před adaptací (1965)

Divadlo Chan nebo Divadlo ha-Chan (hebrejsky: תיאטרון חאן, Te'atron Chan, též החאן הירושלמי, ha-Chan ha-jerušalmi, Jeruzalémský chan) je divadlo v Jeruzalému v Izraeli fungující od roku 1967. Leží poblíž železniční stanice Jerušalajim, tedy starého městského nádraží zrušeného roku 1998.
Slavnostní otevření divadla se konalo 26. října 1967 za účasti starosty Jeruzaléma Teddyho Kolleka, prezidenta Izraele Zalmana Šazara a dalších osobností. Uměleckým ředitelem byl Filip Diskin a ředitelem Jisra'el Šapira. Jde o jediné autorské divadlo v Jeruzalému. Spolupracují s ním přední umělci. V současnosti je uměleckým ředitelem Micha'el Gurevič. Divadlo je podporováno pravidelně Ministerstvem kultury a sportu Izraele, jeruzalémskou radnicí a nadací Jerusalem Foundation. Název divadla je inspirován budovou z 19. století ve čtvrti Jemin Moše, ve které sídlí. Ta totiž v minulosti fungovala jako chan, neboli karavansaraj, tedy komplex určený pro ubytování a pohoštění cestujících. Budova v 60. letech 20. století chátrala, pak byla adaptována a dostavěna pro účely divadla. Nacházejí se tu dva sály: větší pro 238 diváků a menší s kapacitou cca 70 míst.